# 주름조개풀속
주름조개풀속(-----屬, 학명: Oplismenus 오플리스메누스[*])은 벼과의 속이다. 한해살이 또는 여러해살이 초본식물 7종이 아시아, 오세아니아, 아프리카 및 남·북아메리카에 분포하며, 한국에 자생하는 종은 그 중 주름조개풀, 가지주름조개풀, 민주름조개풀, 애기주름조개풀 4종이다.

## 하위 종
- 가지주름조개풀 O. compositus (L.) P.Beauv.
- 민주름조개풀 O. burmanni (Retz.) P.Beauv.
- 주름조개풀 O. undulatifolius (Ard.) Roem. & Schult.
- 애기주름조개풀 O. hirtellus (L.) P.Beauv.
- O. flavicomus Mez
- O. fujianensis S.L.Chen & Y.X.Jin
- O. thwaitesii Hook.f.